# Epipsylla wushaensis
Epipsylla wushaensis är en insektsart som beskrevs av Yang 1984. Epipsylla wushaensis ingår i släktet Epipsylla och familjen rundbladloppor. Inga underarter finns listade i Catalogue of Life.